# Люк Чедвік
Люк Чедвік (англ. Luke Chadwick, нар. 18 листопада 1980, Кембридж) — англійський футболіст, що грав на позиції півзахисника.
Виступав, зокрема, за «Манчестер Юнайтед», з яким став чемпіоном Англії, а також молодіжну збірну Англії.

## Клубна кар'єра
Вихованець «Манчестер Юнайтед», за який дебютував на дорослому рівні 13 жовтня 1999 року в третьому раунді Кубка ліги проти «Астон Вілли» (0:3). Цей матч так і залишився єдиним для гравця і у грудні для отримання ігрової практики Чедвік був відданий в оренду до бельгійського «Антверпена», де грав до жовтня наступного року.
Після оренди у Бельгії Чедвік повернувся у «Манчестер Юнайтед», з яким дебютував у Прем'єр-лізі 11 листопада 2000 року в домашньому матчі проти «Мідлсбро» (2:1), вийшовши на заміну замість Двайта Йорка в доданий час. 17 грудня він вийшов на поле на 80-й хвилині замість Деніса Ірвіна вдома проти «Ліверпуля» (0:1) і вже за кілька хвилин був вилучений за фол проти Владіміра Шміцера. Загалом він забив у 16 іграх чемпіонату сезону 2000/01 два голи, один 13 січня 2001 року у матчі проти «Бредфорд Сіті» (3:0), а другий — 3 березня в матчі проти «Лідс Юнайтед» (1:1) і допоміг команді виграти чемпіонат Англії.
Надалі Чедвік рідко грав за «Юнайтед», тому у лютому 2003 року відправився на місячну оренду в команду Першого дивізіону «Редінг» і дебютував за клуб 10 лютого у домашньому матчі проти «Джиллінгема» (2:1), де зрівняв рахунок. Згодом його угоду було продовжено до кінця сезону. Він допоміг клубу дійти до півфіналу плей-оф за вихід до Прем'єр-ліги, де «Редінг» програв «Вулвергемптон Вондерерз». Після цього у липні 2003 року Чедвік був орендований на сезон до «Бернлі» з Першого дивізіону. Там загалом у 40 іграх в усіх турнірах і забив шість голів, у тому числі два 20 вересня під час гри з «Бредфордом» (4:0).
2 серпня 2004 року Чедвік на правах вільного агента перейшов у «Вест Гем Юнайтед». Його підписав Алан Пард'ю, який знав гравця ще по роботі із «Редінгом». У своєму єдиному сезоні він зіграв 36 ігор в усіх турнірах і забив єдиний гол 10 грудня у домашній грі з «Лідс Юнайтед» (1:1).
На початку сезону 2005/06 Чедвік приєднався до «Сток Сіті» на правах оренди, з яким 4 січня 2006 року підписав повноцінний контракт до літа 2008 року з можливістю продовження ще на один рік за 100 000 фунтів стерлінгів.
13 листопада 2006 року Чедвік підписав контракт з «Норвіч Сіті» на правах оренди до 3 січня. Його підписав Пітер Грант, який працював з Люком у «Редінгу» та «Вест Гемі». Під час свого дебютного матчі через шість днів він відкрив рахунок у грі проти «Іпсвіч Тауна» (1:3), але у тому ж матчі він отримав травму коліна, через що вибув до березня. Тим не менш після закінчення оренди він підписав 2,5-річну угоду з клубом за 200 000 фунтів стерлінгів. Втім його проблеми з травмами тривали і в наступному сезоні, тому закріпитись в основі Чедвік не зумів.
Через це 1 жовтня 2008 року Чедвік був відданий в оренду клубу Першої ліги «Мілтон-Кінс Донс» на три місяці. Він забив три голи у восьми іграх за час оренди, включаючи дубль 28 жовтня в грі проти «Лейтон Орієнта» (2:1). В кінці року у статусі вільного агента підписав угоду на 2,5 року з клубом. Чедвік був найкращим гравцем команди у сезонах 2009/10 та 2010/11 років, а у березні 2011 року його контракт було продовжено ще на два роки. Згодом у березні 2013 року Чедвік підписав угоду з МК Донс ще на два роки. Загалом за 6 сезонів провів за клуб понад 200 ігор у Першій лізі.
18 березня 2014 року Чедвік на правах оренди приєднався до «Кембридж Юнайтед» з Національної конференції і допоміг команді вийти до Другої ліги, де провів сезон 2014/15 вже у статусі повноцінного гравця.
Завершив ігрову кар'єру у аматорській команді «Соем Таун Рейнджерс», за яку виступав протягом 2015—2016 років у Істмійській лізі.

## Виступи за збірну
Протягом 1999—2001 років залучався до складу молодіжної збірної Англії, з якою був учасником молодіжного чемпіонату Європи 2000 року у Словаччині, але англійці не вийшли з групи. Всього на молодіжному рівні зіграв у 13 офіційних матчах.

## Титули і досягнення
- Чемпіон Англії (1):

«Манчестер Юнайтед»: 2000/01